# Glyndon (Minnesota)
Pour les articles homonymes, voir Glyndon.
Glyndon est une ville américaine située dans le Comté de Clay, dans le Minnesota. Selon le recensement de 2010, sa population est de 1 394 habitants.